# نرگس مست (فیلم)
نرگس مست فیلمی به کارگردانی و نویسندگی سید جلال‌الدین دری و تهیه‌کنندگی عبدالله اسفندیاری محصول سال ۱۳۹۵ است. این فیلم برندهٔ جایزه بهترین فیلم تکنیکی و هنری از منظر داوران جشنوارهٔ ایندین فست آمریکا شد.
نرگس مست اولین تجربه بلند سینمایی دری است. او پیش از این سابقه کارگردانی سریال کپی برابر اصل را داشته و بیشتر به عنوان فیلمنامه‌نویس فعالیت داشته‌است.

## خلاصه داستان
این فیلم داستان یک سازنده قدیمی تار است که در خانه‌اش با گروه جوانی که تمرین موسیقی می‌کنند، مراوده دارد. او در فضای ذهنی خودش استادان موسیقی ایران را گاه به جای آن‌ها تصور می‌کند و ما ترانه‌های ماندگار فارسی را از آن استادان می‌شنویم.

## بازیگران
| بازیگر        | نقش                         |
| ------------- | --------------------------- |
| سعید پورصمیمی | موسیو خاچیک                 |
| میترا حجار    | افتخارالسلطنه و پریماه      |
| مهدی پاکدل    | عارف قزوینی و رضا قزوینی    |
| سیامک صفری    | علی‌اکبر شیدا و علی اکبر     |
| هومن برق‌نورد  | محمد فرخی یزدی و جواد نانوا |
| نگار عابدی    | قمرالملوک وزیری و شیوا      |
| رضا فیاضی     | رسولی                       |
| امیرحسین مدرس | سعید                        |
| بهنام قربانی  | ابراهیمی و آجان             |
| متین ستوده    | مرضیه                       |

## یادداشت
1. ↑  به ترتیب تیتراژ
2. ↑  نوشته شده در تیتراژ

## موسیقی
این فیلم زندگی ۴ شاعر و تصنیف‌ساز معاصر را همراه با بازخوانیِ تصنیف‌ها و آثاری از آنان به تصویر می‌کشد. آهنگساز این فیلم مجید درخشانی است و در آن اشکان کمانگیری ، عباس حبیبیان و فائزه کامیاب به خوانندگی پرداخته‌اند.